# 諾基亞700
諾基亞700是諾基亞生產的平板式智能手機，2011年8月24日發布。

## 規格
| 類型     | 智能手機                                                               |
| 手機規格 | 直立式                                                                 |
| 尺寸     | 高度：110.0（4.33英寸）；寬度：50.7（2.00英寸）；厚度：9.7（0.38英寸） |
| 重量     | 96.0克（3.39盎司）                                                     |
| 操作系统 | Nokia Belle                                                            |
| 電池     | 1080 mAh                                                               |
| 顯示器   | 3.2英寸（81）                                                          |